# Stopplaats Zandberg (Nederland)

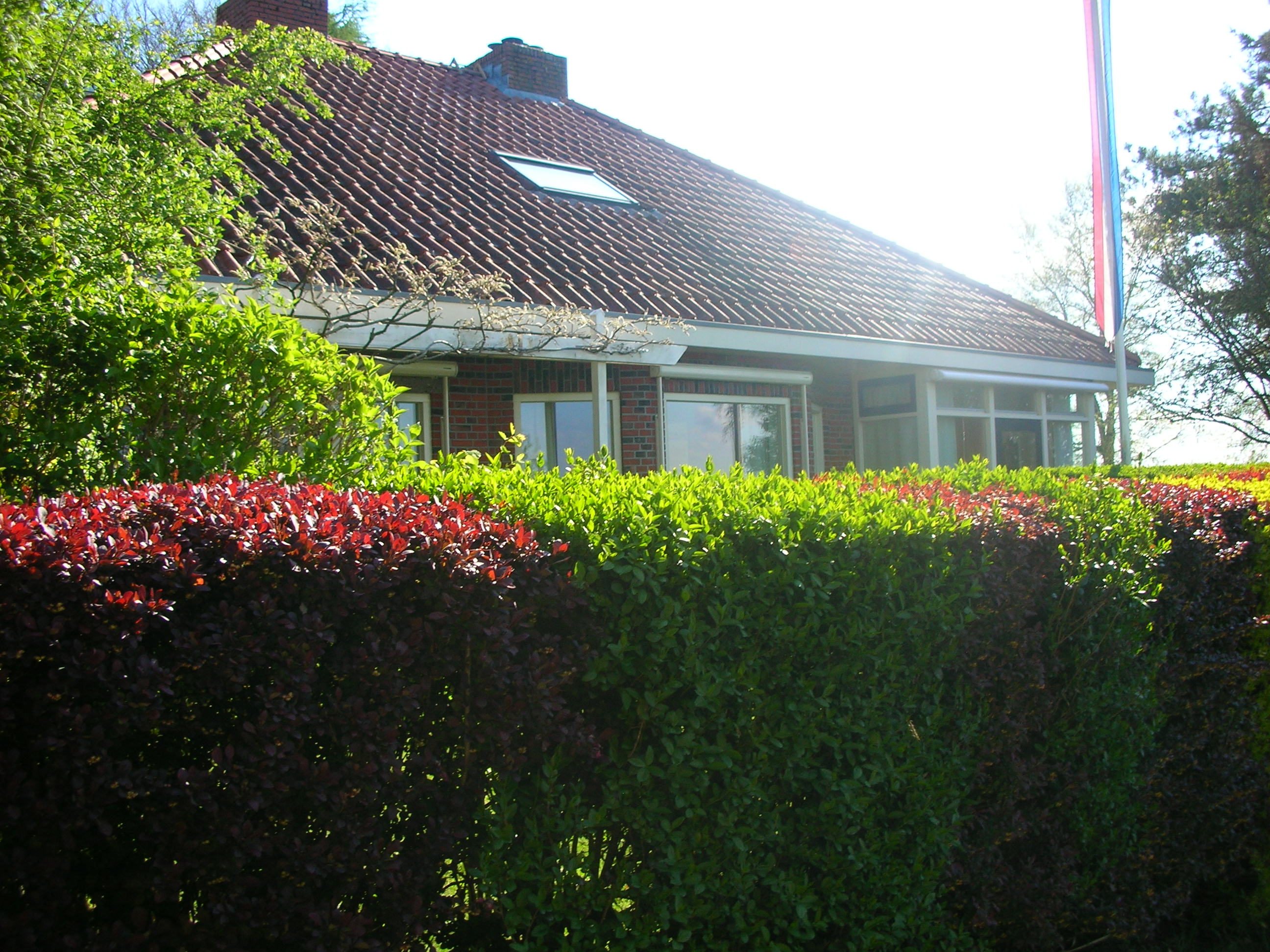
Stopplaats Zandberg Zuid-Westzijde

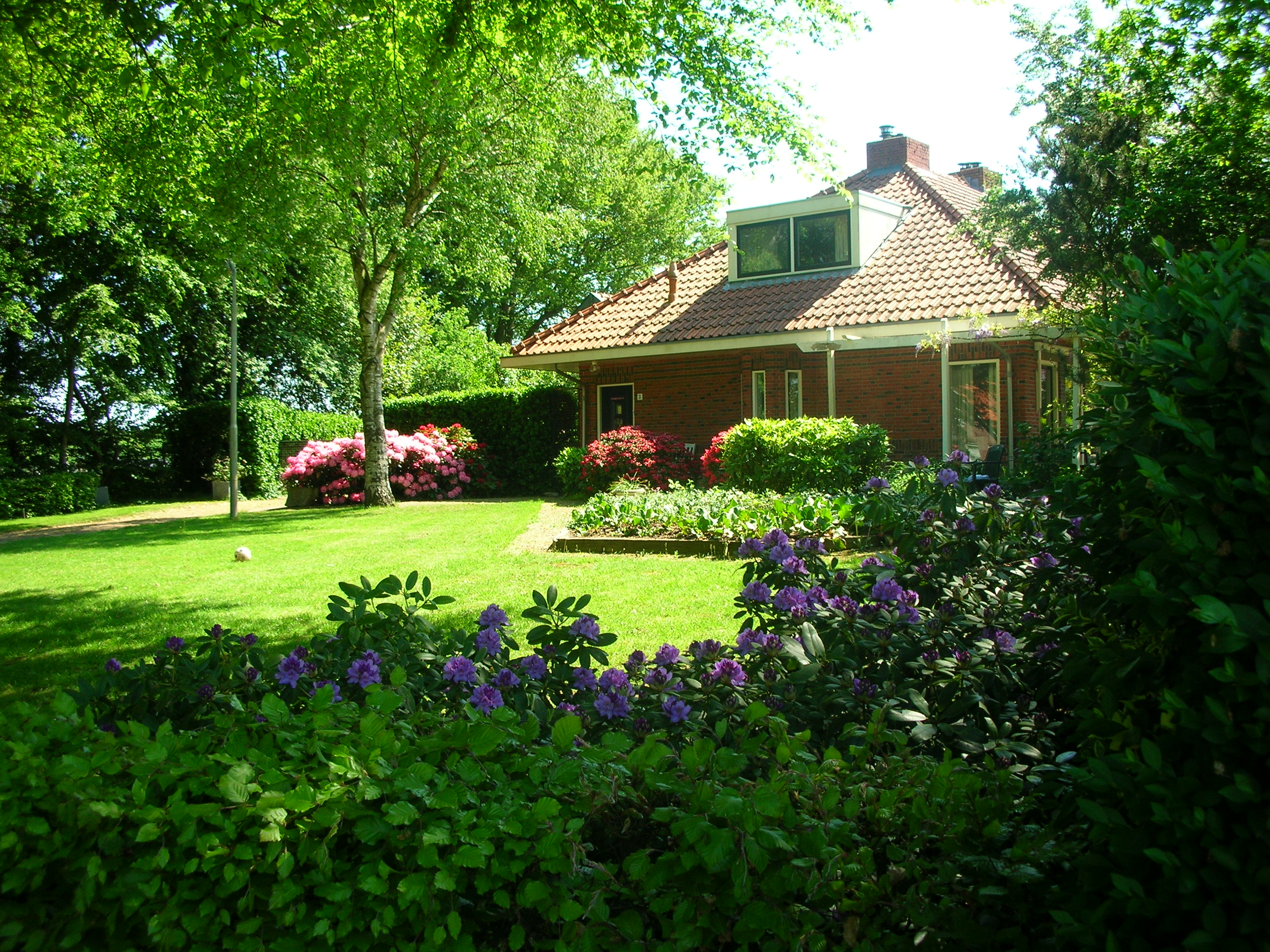
Zandberg straatzijde

Stopplaats Zandberg  (geografische afkorting Zdg) was in gebruik van 2 mei 1924 tot 15 mei 1935. Het was een eenvoudige spoorweghalte in de spoorlijn Stadskanaal - Ter Apel Rijksgrens en bevindt zich in
het dorp Zandberg in de provincie Drenthe. Na sluiting voor het personenvervoer in 1935 werd deze halte nog gepasseerd door goederentreinen. In 1978 werd het spoor na deze halte in de richting Ter Apel opgebroken en in 1980 stopte het goederenvervoer naar het tussen Musselkanaal en Zandberg gelegen bedrijf Plasticlining te Valthermond, waarna de rest van het spoor werd opgebroken.
Het stationsgebouw is een eenvoudig haltegebouw van het type STAR klein, tussen 1922 en 1924 gebouwd in opdracht van de Hollandse Spoorwegmaatschappij uitgevoerd door architect Albert Johan van der Steur [1895-1953] en bestaat nog steeds. Het is nu als woonhuis in particulier bezit. Station Stadskanaal Oost, identiek aan stopplaats Zandberg, is in 1980 gesloopt om plaats te maken voor nieuwbouw. Station Ter Apel Rijksgrens, al gesloopt in de jaren '70, was eveneens identiek in ontwerp maar in spiegelbeeld uitgevoerd. Dit vanwege entree naar de straat gecombineerd met het perron naar het oosten gericht in tegenstelling tot de perron-ligging van halte Zandberg die naar het zuidwesten gericht staat.  
Assen ·
Beilen ·
Coevorden ·
Dalen ·
Emmen ·
-Zuid ·
Hoogeveen ·
Meppel ·
Nieuw Amsterdam

Zie ook: lijst van voormalige spoorwegstations in Drenthe